# 럭스 페테르
럭스 페테르 다비드(헝가리어: Lax Péter Dávid IPA: [lɒks ˈpeːtɛr ˈdaːvid], 영어: Peter David Lax 피터 데이비드 랙스[*], 1926년 5월 1일 ~ 2025년 5월 16일)는 헝가리 출신, 미국의 수학자이다. 적분가능계와 유체역학의 연구에 공헌하였다. 울프 수학상과 아벨상을 수상하였다.

## 생애
부다페스트에서 유대인 가정에서 태어났다. 아버지 럭스 헨리(헝가리어: Lax Henry)와 어머니 코른필트 클라라(헝가리어: Kornfield Klara)는 둘 다 외과의사였다.
럭스 가족은 나치 당의 반유대주의를 피해 1941년 11월 15일 리스본을 통해 미국 뉴욕으로 이민하였다. 뉴욕의 영재 학교인 스타이버선트 고등학교(Stuyvesant High School)에서 럭스는 존 폰 노이만과 에르되시 팔, 리하르트 쿠란트를 알게 되었다. 이들은 모두 훗날 저명한 수학자가 되었다.
고등학교를 17세에 졸업하였고, 뉴욕 대학교에 입학하였다. 18세가 되자 럭스는 징병되어 맨해튼 계획에 기여하였다. 전후 1947년에 뉴욕 대학교에서 학사 학위를 취득하였다. 1948년에 혼인하였고, 1949년에 뉴욕 대학교에서 박사 학위를 취득하였다.
뉴욕 대학교 쿠란트 수학연구소 수학과 교수로 재직하였다.

## 참고 문헌
- “Peter David Lax”. 《수학 계보 프로젝트》 (영어). 미국 수학회.
- O’Connor, John J.; Robertson, Edmund F. (2006년 3월). “Peter David Lax”. 《MacTutor History of Mathematics Archive》 (영어). 세인트앤드루스 대학교.
- Dreifus, C. (2005년 3월 29일). “A Conversation with Peter Lax: From Budapest to Los Alamos, a Life in Mathematics”. 뉴욕 타임스.
- Raussen, Martin; Christian Skau (2006년 2월). “Interview with Peter D. Lax” (PDF). 《Notices of the American Mathematical Society》 53 (2): 223–9.